# Figlie della Passione di Gesù Cristo e di Maria Addolorata
Le Figlie della passione di Gesù Cristo e di Maria Addolorata (in spagnolo Hijas de la Pasión de Jesucristo y de María Dolorosa) sono un istituto religioso femminile di diritto pontificio: le suore di questa congregazione pospongono al loro nome la sigla C.F.P.

## Storia
La congregazione fu fondata dal missionario passionista italiano Diego Alberici (1846-1904): dopo aver aperto a Città del Messico una scuola domenicale, nel 1895, insieme con Dolores Medina Martinez Zepeda (1860-1925), istituì una congregazione di religiose per l'educazione della gioventù.
L'istituto, unito in spiritualibus alla Congregazione della passione dal 1901, ricevette il pontificio decreto di lode il 10 maggio 1941 e l'approvazione definitiva dalla Santa Sede il 21 novembre 1953.

## Attività e diffusione
Le suore si dedicano all'educazione della gioventù, al servizio in seminari e collegi ecclesiastici, al lavoro nelle missioni e alla propagazione della devozione alla passione di Gesù e ai dolori di Maria.
Sono presenti in Messico e in altri paesi americani (Cuba, El Salvador, Guatemala, Honduras, Porto Rico, Repubblica Dominicana, Stati Uniti d'America, Venezuela), in Italia, in Spagna e in Repubblica Democratica del Congo; la sede generalizia è a Città del Messico.
Alla fine del 2008 la congregazione contava 260 religiose in 50 case.